# حباك أسود الذقن
الحباك أسود الذقن (الاسم العلمي: Ploceus nigrimentus) نوع من الطيور الصغيرة من فصيلة الحباك، متوطن في أنغولا، جمهورية الكونغو والغابون.